# Apographeus
L’apographeus (en grec byzantin ἀπογραφεύς / apographeús) est dans l'Empire byzantin au XIIe siècle l'équivalent de l’anagrapheus de la période précédente, un « recenseur », un fonctionnaire fiscal, qui combine parfois ses fonctions avec celle de gouverneur : en 1175, Andronikos Kantakouzenos est ainsi à la fois apographeus et duc du thème de Mylasa et Melanoudion. Le terme et la fonction restent en usage jusqu'au XVe siècle.